# 和田村 (香川県)
和田村（わだむら）は、香川県三豊郡にあった村。出身著名人に大平正芳がいる。

## 歴史
- 1890年2月15日 - 町村制施行に伴い、豐田郡和田村、箕浦村（みのうらむら）が合併し、和田村が発足。
- 1899年4月1日 - 豐田郡が三野郡と合併し、三豐郡となる。
- 1955年4月1日 - 三豊郡豊浜町と合併して豊浜町を新設して消滅。